# Patrik Čavoš
Patrik Čavoš (* 7. leden 1995, Praha) je český fotbalový záložník a bývalý mládežnický reprezentant, od roku 2025 hráč FC Zbrojovka Brno.

## Klubová kariéra

### Mládežnické roky
Čavoš je odchovancem pražské Sparty.

### AC Sparta Praha
V rámci prvního týmu Sparty Čavoš pouze dvakrát usedl na lavičku náhradníků v utkáních MOL Cupu proti Živanicím a Příbrami v roce 2014. Za "áčko" Sparty jinak do žádného zápasu nezasáhl a chodil po hostováních až v roce 2017 odešel úplně.

#### FK Kolín (hostování)
V lednu 2015 odešel na hostování do Kolína v tu dobu hrajícího druhou nejvyšší soutěž. V rámci půl roku dlouhého hostování zasáhl do 9 ligových utkání, ve kterých branku nevstřelil.

#### SK Dynamo České Budějovice (hostování)
V lednu 2016 se přesunul na hostování do dalšího v tu dobu druholigového týmu, tedy do Českých Budějovic. I zde hostování trvalo jeden rok. Čavoš nastoupil do 28 ligových zápasů, v nichž slavil jeden úspěšný střelecký pokus.

### SK Dynamo České Budějovice
Ve Spartě těžko hledal uplatnění a na hostování v Českých Budějovicích zaujal a tak si jej vedení tohoto týmu od ledna 2017 přivedlo na trvalo.

#### 2016/17
V ještě stále probíhající sezoně nastoupil Čavoš do 14 ligových utkání a vstřelil jednu branku.

#### 2017/18
V sezoně 2017/18 se stal stabilním členem sestavy Českých Budějovic, když odehrál 29 ligových zápasů, v nichž se třikrát střelecky prosadil.

#### 2018/19
I v následujícím ročníku probíhalo pravidelné zápasové vytížení. Čavoš odehrál 22 ligových zápasů s jedním přesným zásahem, zároveň nastoupil i do 3 utkání MOL Cupu, kde se střelecky neprosadil.
Nejdůležitějším okamžikem této sezony pro něho byl postup s týmem Českých Budějovic do nejvyšší soutěže.

#### 2019/20
V sezoně 2019/20 nejen, že si odbyl svou premiéru v nejvyšší soutěži, zároveň se mu povedlo s týmem zachovat prvoligovou příslušnost a dokonce bojovat o příčky zajišťující případnou účast v evropských pohárech.
Celkem nastoupil 28 ligových utkání, ve kterých se střelecky prosadil třikrát. V rámci MOL Cupu odehrál dvě utkání, ve kterých vstřelil jednu branku.

#### 2020/21
Ke 4. únoru 2021 odehrál Čavoš v probíhající sezoně nejvyšší soutěže 17 utkání, ve kterých slavil 1 úspěšný zásah.

## Reprezentační kariéra
Nastoupil celkově do 17 mezistátních utkání v dresu České republiky v mládežnických věkových kategoriích do 16 a 19 let.

## Klubové statistiky
- aktuální k 4. únor 2021

| Tým                        | Sezona            | Liga   | Liga   | Pohár  | Pohár  | Evropské poháry | Evropské poháry |
| Tým                        | Sezona            | Zápasy | Branky | Zápasy | Branky | Zápasy          | Branky          |
| -------------------------- | ----------------- | ------ | ------ | ------ | ------ | --------------- | --------------- |
| AC Sparta Praha            | 2014/15           | -      | -      | 0      | 0      | -               | -               |
| FK Kolín                   | 2014/15 (2. liga) | 9      | 0      | -      | -      | -               | -               |
| SK Dynamo České Budějovice | 2015/16 (2. liga) | 12     | 1      | -      | -      | -               | -               |
| SK Dynamo České Budějovice | 2016/17 (2. liga) | 30     | 1      | 0      | 0      | -               | -               |
| SK Dynamo České Budějovice | 2017/18 (2. liga) | 29     | 3      | -      | -      | -               | -               |
| SK Dynamo České Budějovice | 2018/19 (2. liga) | 22     | 1      | 3      | 0      | -               | -               |
| SK Dynamo České Budějovice | 2019/20           | 28     | 3      | 2      | 1      | -               | -               |
| SK Dynamo České Budějovice | 2020/21           | 17     | 1      | -      | -      | -               | -               |
| Celkem                     | Celkem            | 147    | 10     | 5      | 1      | -               | -               |